# Lordino di Saligny
Lordin de Saligny, italianizzato in Lordino di Saligny (ante 1374 – 31 dicembre 1446), è stato un nobile e condottiero francese, signore di La Motte-Saint-Jean e Saligny, e gran connestabile del Regno di Napoli.

## Biografia
Apparteneva ad un'antica famiglia dell'Alvernia, i Saligny (o Chastel-Saligny). Era il figlio di Jean I, detto Lordin o Lourdin, signore di Saligny, e di sua moglie Catherine de La Motte-Saint-Jean.
Ebbe il rango di cavaliere e i titoli di signore di La Motte-Saint-Jean e Saligny, oltre che un ruolo prominente (fu consigliere e ciambellano) alla corte dei duchi di Borgogna Giovanni senza Paura, presso cui cadde poi in disgrazia (fu imprigionato nel castello di Rupelmonde e successivamente perdonato), e Filippo il Buono. Appartenne al loro esercito e per loro conto partecipò ad ambascerie presso i re di Francia (1418), Inghilterra (1420) e Aragona (1425), presso i duchi di Lorena e d'Austria e nel 1432 a quelle che portarono alla pace generale nella regione.
Scese in Italia al seguito di Giacomo II di Borbone-La Marche, principe di Taranto, duca di Calabria e conte di La Marche e Castres, in procinto di diventare re del Regno di Napoli sposando la regina Giovanna II d'Angiò-Durazzo. I rapporti tra i due coniugi non furono però idilliaci. Nel luglio del 1415, a Benevento, Giacomo fece arrestare il gran connestabile del Regno Muzio Attendolo Sforza, gli tolse la carica e l'assegnò a Lordino, mandandolo a conquistare per lui vari territori del reame. Giunto all'Aquila nel giugno del 1416, trovò una strenua resistenza da parte del governatore della città Antonuccio Camponeschi che gli fece inoltre assediare la sua guarnigione militare. Lo scontro tra le due parti subì un arresto nel mese di agosto, quando Antonuccio Camponeschi, Jacopo Caldora e Conte da Carrara stipularono una tregua con lui.
I successivi sviluppi videro Lordino costretto a far ritorno in Francia al seguito di Giacomo, non prima di aver restituito la carica di gran connestabile a Muzio nel febbraio del 1417. Fu cavaliere d'onore di Isabella di Portogallo in occasione del suo matrimonio con Filippo il Buono. Quest'ultimo nel 1425 eresse per lui in baronia la castellania di La Motte-Saint-Jean e nel 1426 gli concesse il godimento a vita della terra di Sanvignes.
Lordino di Saligny morì vent'anni dopo, nel 1446. Aveva sposato Jeanne Braque, dama di Châtillon-sur-Loing e di Rocey, dalla quale aveva avuto una figlia, Catherine, andata in sposa a Guillaume de Coligny, signore d'Andelot.